# 오다 쇼고
오다 쇼고(일본어: 小田 省吾, 1871년 5월 2일 ~ 1953년 12월 12일)는 일본의 역사학자이다. 오다 세이고라고도 불린다. 도쿄제국대학을 졸업하고 대한제국의 초빙으로 대한제국 학부 서기관으로 근무했다. 경술국치 이후에는 조선총독부 편집위원으로 근무했으며, 조선사학회를 조직하여 한국사를 연구했다.

## 생애
미에현 시마군(현재 미에현) 도바에서 아리마 모무치의 둘째 아들로 태어났다. 1883년, 큰아버지 오다 겐사쿠의 양자로 입적되었다. 1887년, 신궁황학관에 입학하였다가 바로 퇴학하였고, 상경하여 국민영학회, 도쿄 영어학교에서 수학하였다. 1896년에는 제일고등학교 예과를 졸업하고 도쿄제국대학 문과대학 사학과에 입학하였다. 1899년에 대학을 졸업하고 도쿄제국대학 대학원에 진학하였으나, 곧 퇴학하고 나가노 현 사범학교에서 교사로 근무하였다. 이후 오기 중학교 교사, 도쿠시마 현 사범학교 교장, 우네비 중학교 교장, 제1고등학교 교수 등을 역임하고, 1908년 11월 17일에 대한제국 정부의 초빙으로 대한제국 학부 서기관이 되어, 1910년 10월에는 조선총독부 편집위원으로 편집국에 근무하며 교과서 편찬에 종사했다.
1918년 1월, 중추원 편집과장대우 촉탁으로 일하며 조선반도사 편집사업에 참여했다. 1923년에 조선사학회를 조직하였고, 조선제국대학 창립위원회에 위원으로 있었으며, 1924년에 경성제국대학이 설립되자 예과 부장으로 부임하였다. 1925년 7월에는 조선사 편수회 위원이 되었다. 1930년 4월에는 《고종실록》, 《순종실록》의 편찬을 담당하기도 하였다. 1932년 3월 30일에 교수직에서 정년 퇴임하였다. 1935년에는 조선총독부박물고적명승천연기념물보존회 위원이자 이왕직 촉탁으로 있었으며, 같은해 8월에 숙명고녀 교장으로 부임한다. 1938년 숙명여전이 설립됨에 따라 숙명여대의 초대 교장이 되었다. 교장 재직시에는 이왕직 촉탁시절 인맥을 통해 황혜성에게 한희순을 소개해주어 조선왕조 궁중음식의 대가 이어지는데 기여하였다. 1945년 고향인 도바로 은퇴하였고, 1953년에 83세의 나이로 사망하였다.
유도 강도관 조선지부를 설립하였고 조선유도유단자회 부회장, 조선유도장려회장 등 한국에 유도가 전파되도록 노력하기도 하였다. 조선총독부시정25주년기념표창을 수여받았다.

## 저작물
- 『朝鮮史要略朝鮮と山東』(1915년)
- 『朝鮮史大系』(朝鮮史学会, 1931년)
- 『朝鮮小史』(魯庵記念財団, 1931년)
- 『朝鮮陶磁史文献考』(学芸書院, 1936년)
- 『辛未洪景来乱の研究』(小田先生頌壽記念會, 1934년)
- 『徳寿宮史』(1938년)

## 같이 보기
- 조선사 편수회
- 고종실록
- 식민사관
- 만선사관
- 니토베 이나조